# 松前重義
松前重義（1901年10月24日—1991年8月25日），日本东海大学校长、理事长，日本对外文化协会会长。熊本县人。

## 生平
1925年东北大学电气工学科毕业后，1933年曾到德国留学，获工学博士。回国后历任递信省工务局调查课课长、工务局局长，技术院参议官。第二次大战时任法西斯政治团体“大政翼赞会”总务部长。曾随日侵略军来中国东北安架通讯电路。
战后1945年8月任递信院总裁。1946年被整肃，1952年解除整肃。从1952年起6次当选众议院议员，当时属右派社会党。1955年3月任众议院递信委员会委员长。1967年任东海大学校长。1976年参与创立“新日本思考会”，任会长，主张社会党、公明党、民社党结成联合阵线。1961年11月获一等功勋。1978年获苏联颁发的友好勋章。
他还担任国际柔道联盟会长，日本武道协议会会长。他通晓电话通讯技术，1932年曾发明“无装荷电缆方式”。

## 著作
- 《二等兵記》（東海大学出版会、ISBN 978-4486003380）
- 《松前重義著作集》（全10卷、東海大学出版会）